# NGC 6355
NGC 6355 ist ein 30.000 Lichtjahre entfernter Kugelsternhaufen im Sternbild Schlangenträger. 
Der Sternhaufen wurde im Jahr 1784 von William Herschel mithilfe eines 18,7-Zoll-Teleskops entdeckt und später von Johan Dreyer in seinen New General Catalogue aufgenommen.